# Бокаюва, Квинтино
Квинтино Антониу Феррейра де Соуза Бокаюва (порт. Quintino Bocaiuva; 4 декабря 1836, Итагуаи, Бразильская империя — 11 июня 1912, Рио-де-Жанейро, Бразилия) — бразильский политический, государственный и дипломатический деятель, журналист. Активный участник провозглашения Бразильской республики в 1889 году.

## Биография
Журналист. Сторонник республиканских идей. Принимал участие в разработке проекта республиканского манифеста, опубликованного в декабре 1870 года.
В 1874 году основал газету «O Globo», а в 1884 году — газету «O Paiz», которые оказали большое влияние на политику республиканцев Бразилии.
В 1889 году Бокаюва вместе с группой гражданских и военных деятелей, недовольных монархическим режимом, принял активное участие в решающих событиях, которые привели к свержению императора Педру II и провозглашении Бразильской республики.
После этого стал членом Временного правительства и был назначен министром внешних связей Бразилии (иностранных дел). В 1889 году занимал посты министра сельского хозяйства и министра транспорта Бразилии.
Член Национального учредительного собрания. В 1901—1903 работал губернатором штата Рио-де-Жанейро.
На выборах 1902 года баллотировался на пост президента Бразилии.
Сенатор. Вице-президент Сената Бразилии с 1909 по 1912 г.
С 1910 года член и председатель Консервативной республиканской партии Бразилии.